# Hochschule Fulda
Die Hochschule Fulda (kurz: HS Fulda, ehemals Fachhochschule Fulda) ist eine Campus-Hochschule für angewandte Wissenschaften, die 1974 als fünfte staatliche Fachhochschule des Landes Hessen gegründet wurde. Sie erstreckt sich mit ihren etwa 9.300 Studierenden (Stand 2021) über acht Fachbereiche und hat im Zuge des Bologna-Prozesses die Studiengänge vollständig auf die akademischen Grade Bachelor und Master akkreditieren lassen.
Sie war die erste Hochschule ohne Promotionsrecht, die in die European University Association aufgenommen wurde. Der internationale Name lautet „Hochschule Fulda – University of Applied Sciences“. 2016 erhielt die Hochschule als erste Hochschule für angewandte Wissenschaften in Deutschland das Promotionsrecht, und zwar für das Promotionszentrum Sozialwissenschaften mit den Schwerpunkten Globalisierung, Europäische Integration und Interkulturalität, verliehen. Später kamen weitere Fachrichtungen hinzu, in denen promoviert werden kann. Es handelt sich dabei um die Bereiche Angewandte Informatik, Public Health, Soziale Arbeit, Sozialwissenschaften sowie Mobilität und Logistik.

## Geschichte

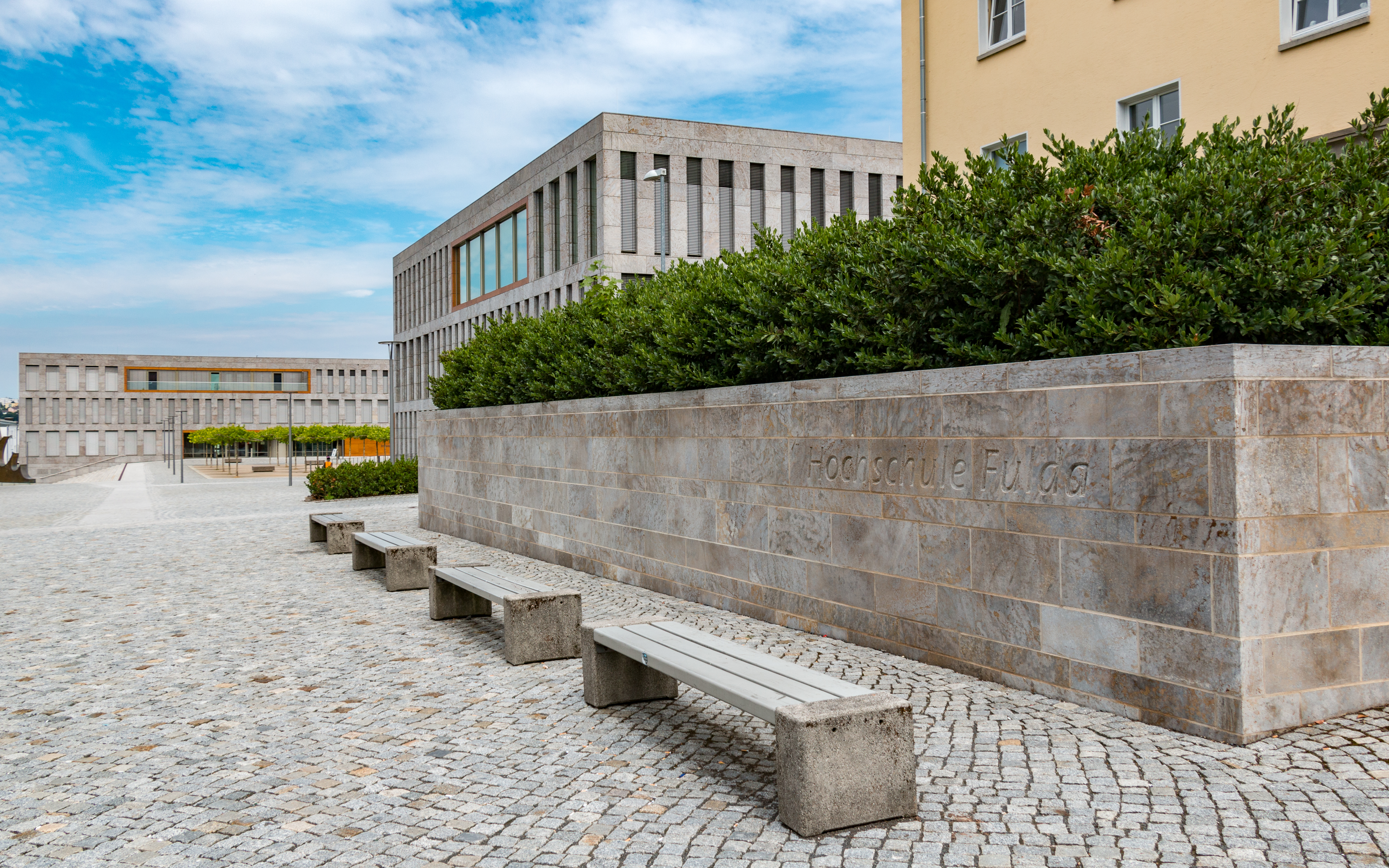
Der Campus der Hochschule

Die Gründungsgeschichte liegt nicht sehr weit zurück. Erst nach dem Zweiten Weltkrieg wurzelte sie unter anderem in den langen Traditionen der Lehrerausbildung in Fulda. Diese lebte auf, als 1949 das „Pädagogische Institut“ gegründet wurde, dessen Leiter der Pädagoge und Schriftsteller Leo Weismantel war. Die direkte Vorläuferinstitution der Fuldaer Hochschule war das am 2. Mai 1963 eröffnete Pädagogische Fachinstitut, das der Ausbildung von Lehrern in den musisch-technischen Fächern diente, welches bis 1965 unter Leitung von Wilhelm Himmerich und danach von Franz Handwerk stand.
Bereits seit dem 1. August 1971 war sie Teilstandort der in dem Jahr gegründeten Fachhochschule Gießen. Die ersten Fachbereiche waren „Pädagogik“ (der Nachfolger des Pädagogischen Fachinstituts), „Sozialpädagogik“, „Mathematik, Naturwissenschaften und Datenverarbeitung“ und „Sozial- und Kulturwissenschaften“. Kurz darauf zum Wintersemester 1972/73 wurde auch der Fachbereich „Sozialarbeit“ eingeführt.
Am 1. August 1974, genau drei Jahre nach der Gründung der Fachhochschule Gießen, wurde dann die Fachhochschule Fulda unter der Leitung von Tassilo Wettengl gegründet. Etwa 750 Studierende wurden zum Wintersemester 1974/75 gezählt und noch im gleichen Jahr zusätzlich der Fachbereich „Wirtschaft“ eingeführt. Ebenfalls in den 70er Jahren wurden sowohl die neue Mensa eröffnet als auch der Fachbereich „Pädagogik“ abgeschafft. Bis heute wurden zusätzlich die Fachbereiche „Angewandte Informatik“ sowie „Haushalt und Ernährung“ (beide zum WS 1982/83), „Elektrotechnik“ (März 1993) und „Pflege und Gesundheit“ (April 1994) eingeführt.

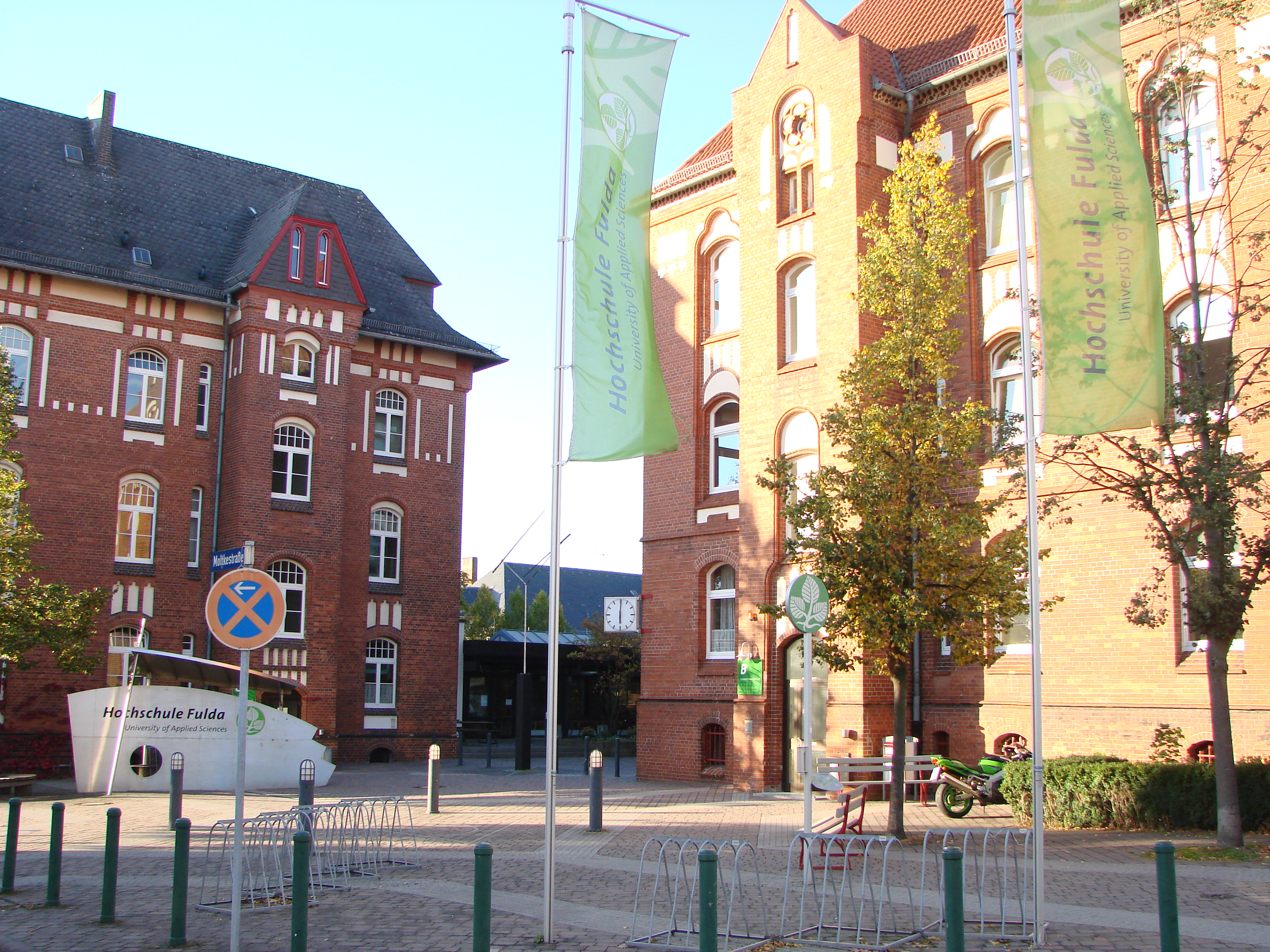
Einer der vielen Zugänge zum Campus der Hochschule Fulda

Zur 20-Jahr-Feier der Hochschule im Jahre 1994 wurden bereits 3.500 Studierende gezählt. 1998 wurde Roland Schopf zum Rektor und im Jahr 2000 zum Präsidenten gewählt. 2002 wurde unter anderem unter dem späteren Vizepräsidenten Christian Schrader der Studiengang Sozialrecht eingeführt.
Am 15. Mai 2006 ist die Hochschule als erste bundesweit in einen Streik gegen die Studiengebühren des Landes Hessen getreten. Es waren Gebühren von 500 Euro bis 1500 Euro pro Semester vorgesehen. Diese lagen ab dem WS 2007/08 für zwei Semester einheitlich bei 500 Euro zuzüglich dem Semesterbeitrag. Zum WS 2008/09 wurden diese allerdings wieder abgeschafft.
Am 1. Juni 2006 wurde die ehemalige Fachhochschule Fulda in Hochschule Fulda – University of Applied Sciences umbenannt. Dies geschah, da zum einen der Bologna-Prozess vollzogen wurde, infolgedessen Bachelor- sowie Master-Abschlüsse eingeführt wurden und sich die Studienabschlüsse somit nicht mehr von denen einer Universität unterscheiden und zum anderen wegen des größeren Forschungsangebots.
Sowohl an der Hochschule Fulda als auch an allen anderen Hochschulen des Landes Hessen wurden die zum Wintersemester 2007/08 zusätzlich eingeführten Studiengebühren von 500 Euro zum Wintersemester 2008/09 landesweit wieder abgeschafft. Die bis dahin gezahlten 1.000 Euro wurden den Studierenden jedoch nicht zurückgezahlt, da diese Gebühren trotz der Abschaffung mehrheitlich als verfassungskonform bestimmt wurden.
Zusätzlich zum aktuellen Fächerangebot werden zum WS 2008/09 die Bachelor-Studiengänge „Wirtschaftsinformatik“ im Fachbereich Angewandte Informatik und „Gesundheitsförderung“ im Fachbereich Pflege und Gesundheit eingeführt. Außerdem ist zum Sommersemester 2009 der Master-Studiengang „Systems Design & Production Management“ im Fachbereich Elektro- & Informationstechnik geplant.
Trotz des zügigen Ausbaus auf zurzeit acht Fachbereiche mit über 140 Stellen für Professoren und fast ebenso vielen Mitarbeitenden ist die Hochschule Fulda mit ihren rund 9.300 Studierenden überschaubar geblieben.
Die Hochschule Fulda ist Mitglied der Hochschulen für Angewandte Wissenschaften Hessen.

## Logo
Das Logo der Hochschule Fulda ist eine dreiblättrige Buche und soll die Geschichte der Kulturlandschaft Buchonia repräsentieren.

## Campus

### Von der Kaserne zur Hochschule

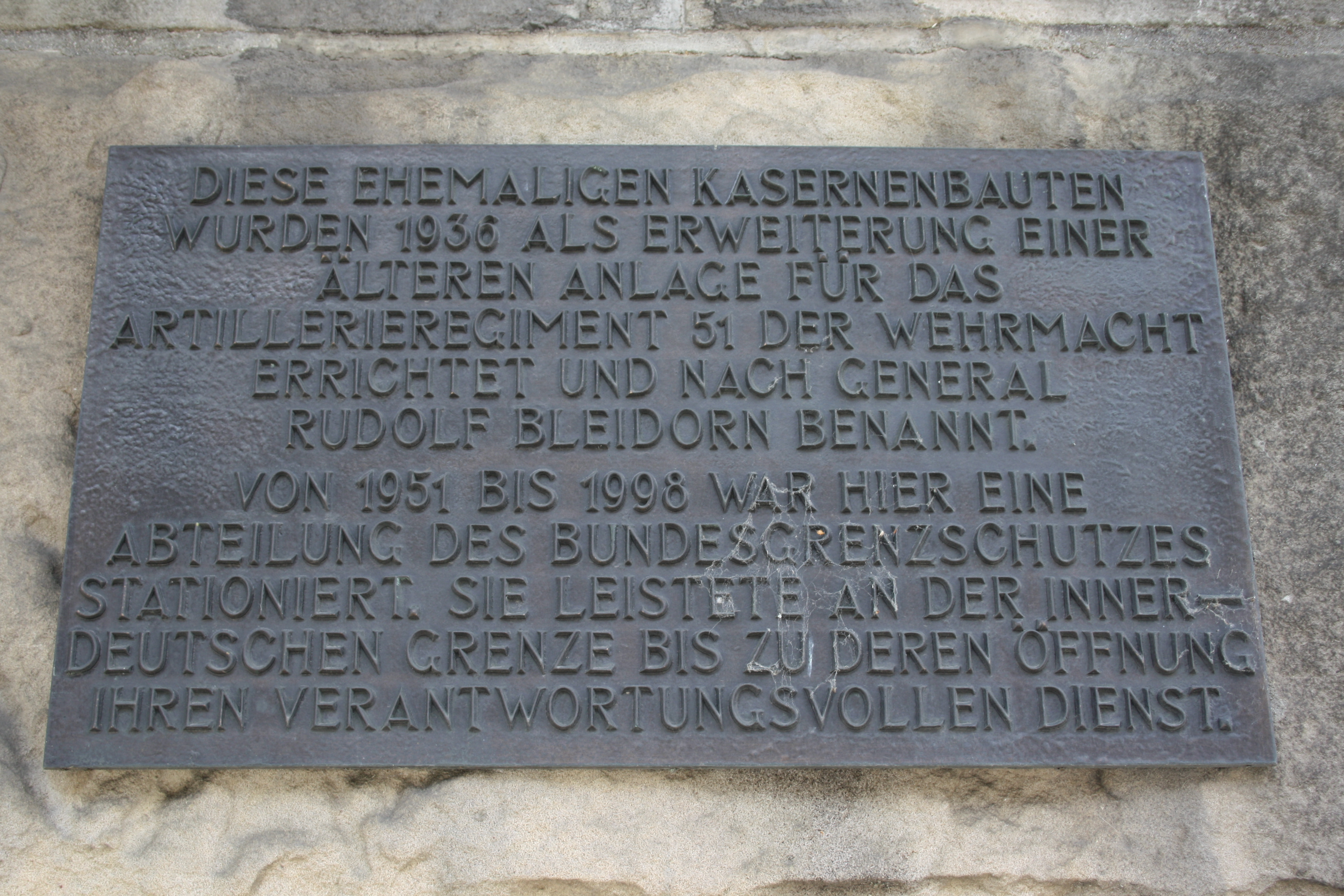
Hochschule Fulda Gedenktafel zur Nutzungsgeschichte

Ende des 19. Jahrhunderts wurde der heutige Campus der Hochschule als Kaserne bebaut und genutzt. Mit der Entwicklung neuer Waffentechniken für das deutsche Heer wurde das bereits damals bestehende Artillerieregiment neu gegliedert sowie die Anzahl der Regimenter im 19. Jahrhundert wesentlich vermehrt. Als Standort eines der neu aufgestellten Artillerieregimenter – des Regiments Nr. 47 – war Fulda das zweite sogenannte kurhessische Artillerieregiment Preußens.

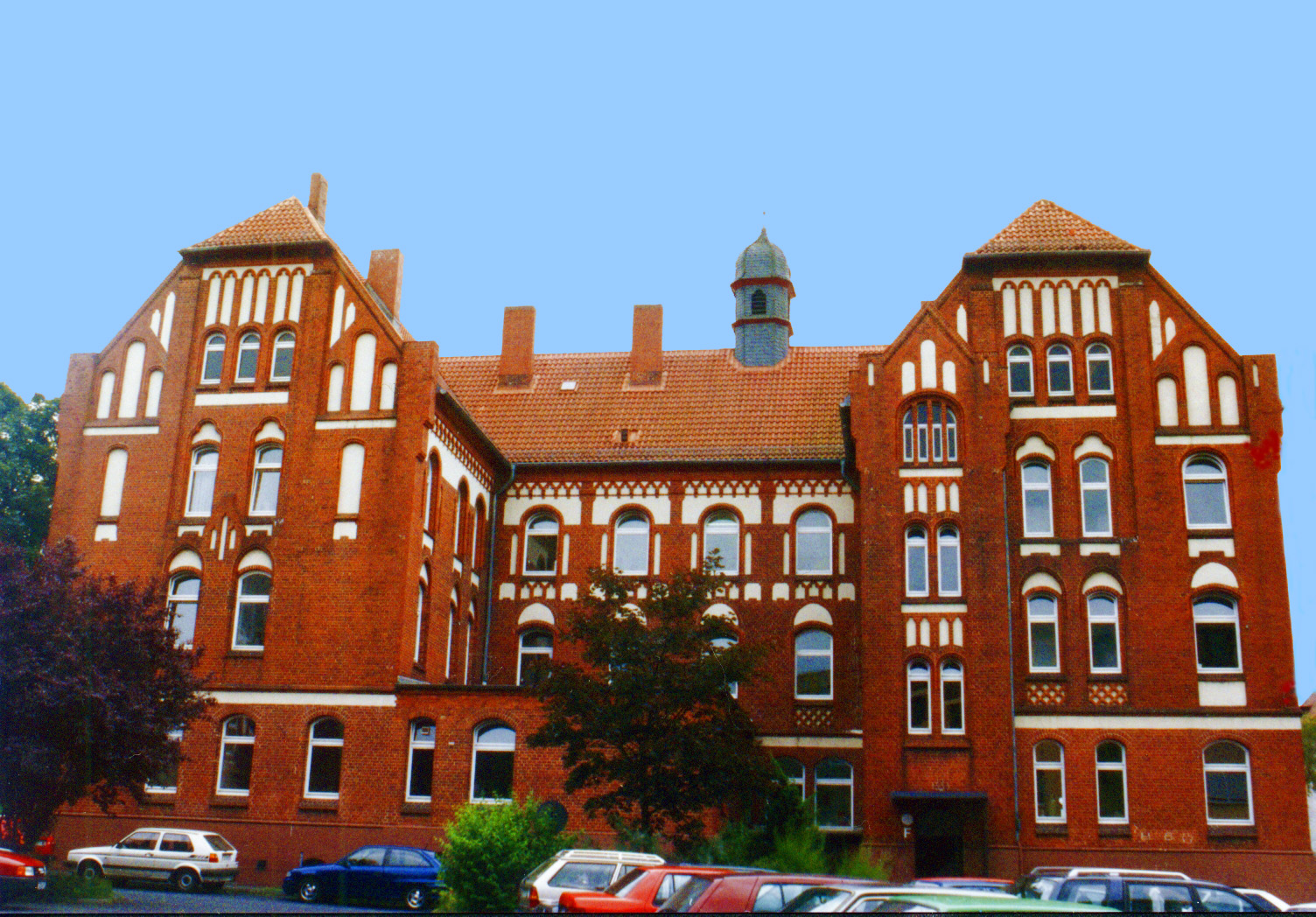
Das ehemalige Stabsgebäude der Kaserne der heutigen Marquardstraße

Die Fuldaer Kaserne wurde im neugotischen Stil zwischen 1899 und 1901 von dem Berliner Architekten August Menken unter Ausführung des Fuldaer Architekten Fritz Adam erbaut. Schon damals wurde bei dem Bau von Kasernen bedacht, sie in Einzelgebäuden zu errichten. Dies sollte die Möglichkeit gewährleisten, im Falle eines Abzugs der Garnison die Gebäude auch als Wohngebäude weiter nutzen zu können. In Fulda bildete die Garnison mit etwa 1.500 Personen einen beachtlichen Anteil der Bevölkerung der Stadt, die um 1900 etwa 17.000 Einwohner zählte.
Heute bestehen noch zehn einstige Kasernengebäude, von denen fünf von der Hochschule Fulda genutzt werden. Einige Gebäude sind so gruppiert, dass der ehemalige Antreteplatz zu einem zentralen multifunktionalen Innenhof umgestaltet wurde und, gepflastert und bepflanzt, das Herzstück des Campus bildet. Die Gebäude sind weitgehend einheitlich gestaltete Backsteinbauten mit zwei- oder dreigeschossigem Mittelteil und erhöhten und quergestellten Seitenflügeln oder Eckpavillons. Die Dächer sind teils Walm- und teils Satteldächer und sind teils mit Schiefer und teils mit Ziegeln gedeckt. Die Dächer sind mit unterschiedlich geformten Gaupen versehen. Eines der Gebäude ist vierstöckig und wurde von 1986 bis 1990 vom ehemaligen Staatsbauamt Fulda – der heutigen Fuldaer Außenstelle des hessischen Baumanagements – erbaut. Die alten Gebäude, welche Stallungen und Schmiede waren, wurden aufgrund ihres nicht mehr nutzbaren Zustandes abgerissen. Die Lampen der Rundbeleuchtung auf dem Campus sitzen auf Stützen aus den abgerissenen ehemaligen Stallungen.
Die Gestaltung ist mit der Übernahme von Stilelementen und Materialien mit dem naturroten Ziegelsichtmauerwerk den historischen Gebäuden angepasst. Zusätzlich konnte 1999 nach dem Abzug des damaligen Bundesgrenzschutzes nach Hünfeld ein weiteres Kasernengelände erworben werden.

### Ausbau und Modernisierung
Fulda bietet eine Hochschule der kurzen Wege. Annähernd der gesamte Campus erstreckt sich über einen Radius von etwa 500 Metern um die zentral gelegene Mensa und deren Vorplatz. Die meisten Gebäude stehen unter Denkmalschutz.
Anfang 2001 erwarb die Hochschule die angrenzenden leerstehenden Gebäude des Bundesgrenzschutzes. In Anbetracht der jährlich steigenden Bewerberzahlen und der Einführung weiterer Masterstudiengänge wurden weitere Räume dringend benötigt. Ein Teil dieser Gebäude wurde bereits komplett saniert und mit modernen Instrumenten ausgestattet in den Campus integriert.

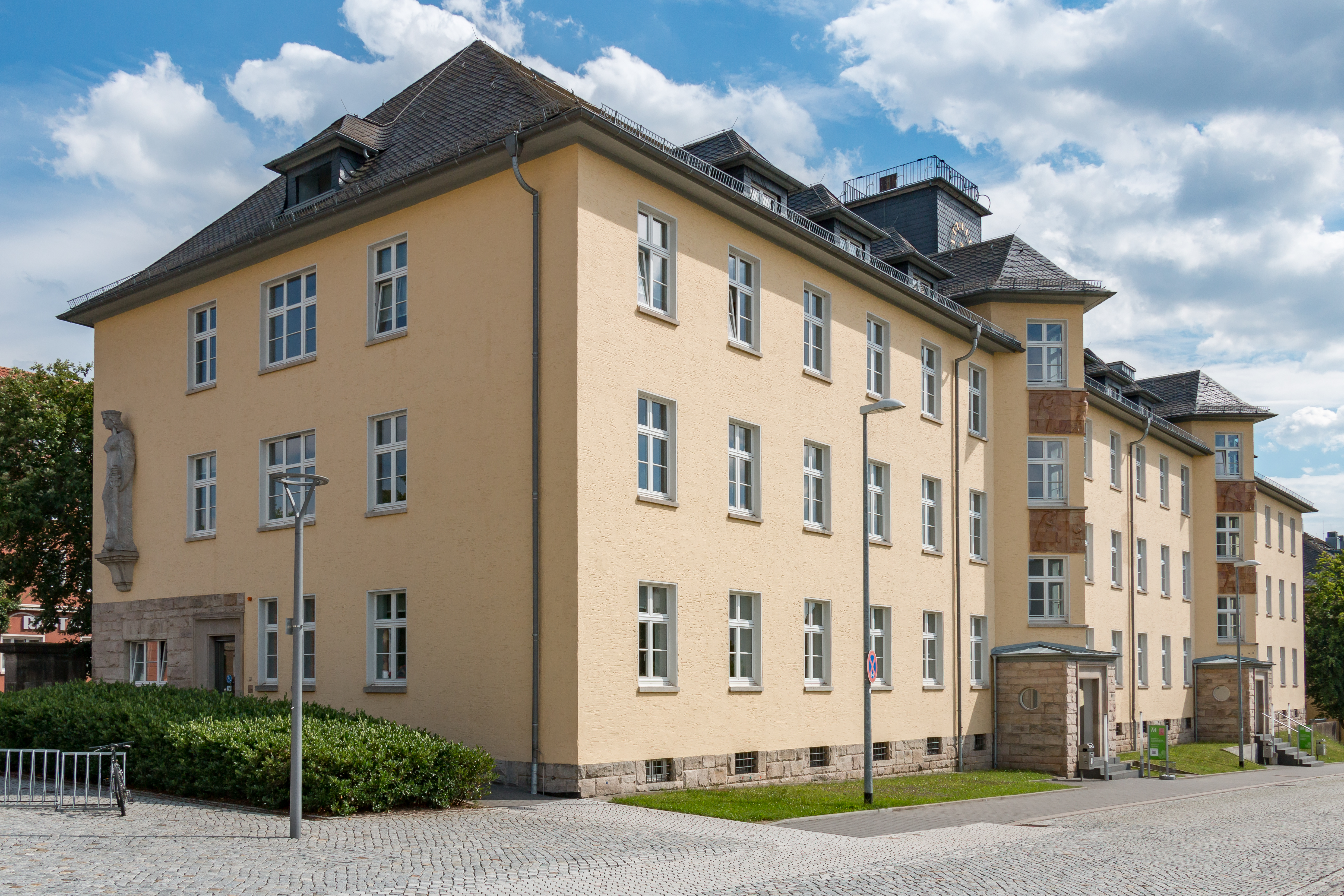
Eines der sanierten Gebäude des ehemaligen Bundesgrenzschutzes

Im Jahre der Umstrukturierung 2006 wurde für den Fachbereich Elektro- und Informationstechnik sowie Lebensmitteltechnologie ein kompletter Neubau geschaffen. Dieser bietet neben Computer-, Labor- und Versuchsräumen auch einen weiteren Hörsaal.
Beinahe der gesamte Campus inkl. der Lehrräume und der Mensa ist mit Wireless Access Points ausgestattet, die WLAN mit einem Highspeed Internetzugang für alle Studierenden bieten. Über eduroam haben Studierende und Lehrende zusätzlich weltweit an vielen Hochschulen einen kostenlosen Internetzugang.
Direkt anliegend zum Campus wurde 2003 ein weiteres Studierendenwohnheim gebaut, welches 2007 um zwei weitere Neubauten ergänzt wurde. Dort finden etwa 120 Studierende eine Unterkunft sowie ein ins Wohnheim integriertes Restaurant. Das Student Service Center, welches sich um das das Studieren betreffende Anliegen jeglicher Art kümmert, seien es Bewerbungen, Immatrikulationen, Prüfungsanmeldungen, Studienbescheinigungen, Auslandsaufenthalte etc., ist dort seit 2005 ebenfalls komplett integriert.

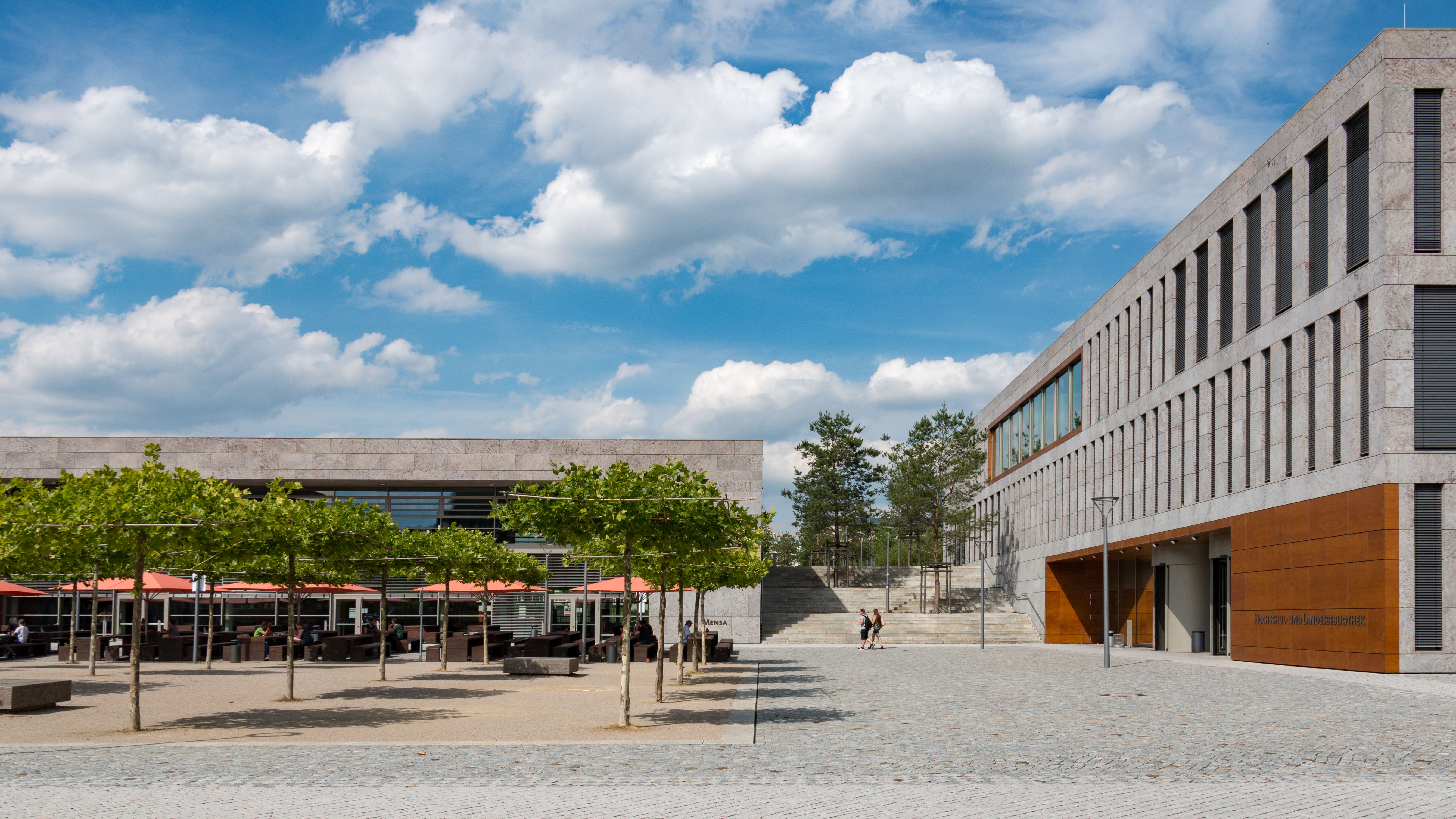
Die neue Mensa und die Hochschul- und Landesbibliothek

Am gleichen Ende des Campus befindet sich, zur Hochschule gehörend, für studierende Eltern eine Art Kindertagesstätte, welche sich akadeMINIS nennt. Hier können Kinder bis zum 3. Lebensjahr bis zum frühen Abend zur Beaufsichtigung da gelassen werden.
Das Café Chaos existiert seit 1984 und ist damit das wohl älteste Projekt an der Hochschule Fulda.
2013 wurden die Neubauten der Hochschul- und Landesbibliothek, der Mensa und des „Student Service Center“ eingeweiht.

## Hochschul- und Landesbibliothek

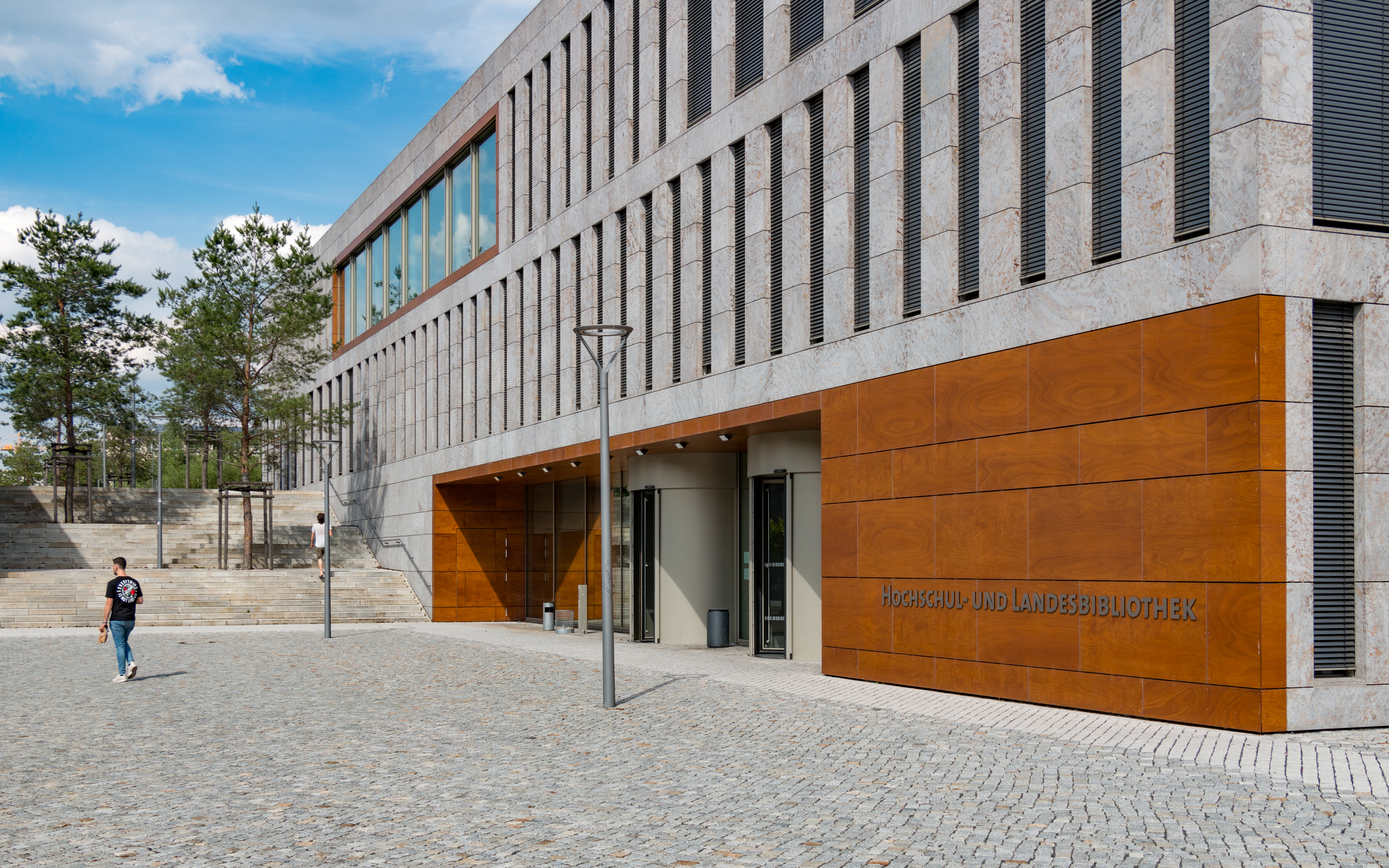
Das neue Gebäude der Hochschul- und Landesbibliothek

Die Hochschul- und Landesbibliothek Fulda war bis 2001 selbstständig als Hessische Landesbibliothek in der Stadtmitte niedergelassen, wurde daraufhin jedoch ebenfalls in die Hochschule integriert. Bis heute ist die Bibliothek nun an diesen beiden Standorten zu erreichen. Zwar erfüllt sie in der Fuldaer Innenstadt ihren landesbibliothekarischen Zweck, bietet allerdings an der Hochschule ihre Dienstleistungen vorrangig als Unterstützung für Lehre, Studium und Forschung der Fachbereiche an.
Heute bietet die Bibliothek, ausgestattet mit einer modernen computergestützten Verwaltung, neben (Musik-)Handschriften, Inkunabeln, Hörbüchern, Pflichtexemplaren und der bundesweit umfangreichsten Hutten-Sammlung auch E-Books an, um der immer größer werdenden Nachfrage der steigenden Studierendenzahl gerecht zu werden.
Zur Vereinfachung und Optimierung der Benutzerfreundlichkeit, wurde der sogenannte Online-Katalog eingeführt. Dieser ist für alle Inhaber eines Bibliotheksausweises jederzeit online abrufbar und dient der Suche, Statusabfrage, Verlängerung und Vormerkung von Büchern und sonstigen Medien.
Das Archiv der Hochschule wird als Depositum im  Hessischen Staatsarchiv Marburg (Bestand 440) aufbewahrt.

## Auszeichnungen und Besonderheiten
- Die Hochschule wurde zusammen mit der Fachhochschule Münster sowie der Universität Mainz und der TU Braunschweig aus 68 bewerbenden Hochschulen als Pilothochschule für das Programm „Qualitätsmanagement an Hochschulen“ ausgewählt.[13][14]
- Im Juni 2006 erhielt die HS Fulda nach der vom Hessischen Sozialministerium initiierten Auditierung das Zertifikat Familiengerechte Hochschule.[15] Nach den Re-Auditierungen 2009 und 2012 führte die Hochschule im Jahr 2015 erneut die Re-Auditerung durch und schloss eine neue Zielvereinbarung ab.[16]
- Die deutschlandweite Studienlücke Bachelor of Laws im Studiengang Sozialrecht wurde im Wintersemester 2007/08 zum ersten Mal in Fulda geschlossen.
- Als Reaktion auf den Bologna-Prozess führte Fulda als erste deutsche Hochschule den Master of Science in Electronic Business ein und ließ diesen im November 2001 akkreditieren.[17]
- Zu Beginn der Wintersemesters 2004/2005 wurde der Studiengang Sozialwissenschaften mit Schwerpunkt interkulturelle Beziehungen akkreditiert, welcher kurz als BASIB bezeichnet wird. Ziele des Studienganges sind unter anderem: professioneller Umgang mit der gesellschaftlichen Integration von Zuwanderern, Management interkultureller Überschneidungssituationen, Erschließung und Nutzbarmachung interkultureller Ressourcen, Mitarbeit in Unternehmen und Organisationen mit internationalen Teams oder interkulturellen Funktionen, sowie berufsbedingte Auslandsaufenthalte und deren professioneller Vorbereitung.
- Die Hochschule wurde am 22. Oktober 2008 durch das Council der EUA als erste Hochschule ohne Promotionsrecht in Europa in die European University Association aufgenommen.[18]

## Persönlichkeiten

### Bekannte Professoren
Die Liste stellt eine Auswahl von früheren und heutigen Professoren (Mitgliedern der Hochschule) dar.
- Kevin Dadaczynski (* 1980) – Professor für Gesundheitskommunikation und -information
- Peter Haller (* 1967) – Professor für Allgemeine Betriebswirtschaftslehre
- Katrin Hesse (* 1964) – Professorin für Wirtschaftsrecht und internationales Wirtschaftsrecht
- Anne Honer (1951–2012) – Professorin für Empirische Sozialforschung mit dem Schwerpunkt qualitative Methoden
- Karim Khakzar (* 1960) – Hochschulpräsident und Professor für Elektrotechnik, Nachrichtentechnik und Multimedia-Technologien
- Axel Kokemoor (* 1965) – Professor für Arbeitsrecht und Sozialrecht
- Anna Lübbe (* 1961) – Professorin für Öffentliches Recht, Grundrechte und Menschenrechte sowie Migrationsrecht
- Katharina Rathmann (* 1962) – Professorin für Sozialepidemiologie und Gesundheitsberichterstattung
- Uli Sann (* 1968) – Professor für Psychologie, Beratung und Therapie
- Christian Schrader (* 1959) – Professor Verfassungs-, Umwelt- und Technikrecht
- Christa Winter-von Lersner – Professorin für Pflegewissenschaft

## Fachbereiche
Die Hochschule Fulda bietet zahlreiche Studiengänge an, die auf die folgenden acht Fachbereiche aufgeteilt sind.
- Angewandte Informatik
- Elektrotechnik und Informationstechnik
- Gesundheitswissenschaften
- Lebensmitteltechnologie
- Oecotrophologie
- Sozial- und Kulturwissenschaften
- Sozialwesen
- Wirtschaft

### Fachbereich Gesundheitswissenschaften
Im Fachbereich Gesundheitswissenschaften werden zehn Bachelor- und folgende Masterstudiengänge angeboten: Interprofessionelles Management in der Gesundheitsversorgung, Public Health, Berufspädagogik Gesundheit und Public Health Nutrition. Seit 2017 besteht die Möglichkeit zur Promotion im Fachbereich Gesundheitswissenschaften. Das Promotionszentrum Public Health vergibt den Doktortitel Public Health (Dr. P.H.).

## Wissenschaftliche Zentren
Zur Förderung der interdisziplinären und fachübergreifenden wissenschaftlichen Zusammenarbeit unterhält die Hochschule folgende wissenschaftliche Zentren:
- Zentrum Gesellschaft und Nachhaltigkeit (CeSSt)
- Centrum für interkulturelle und europäische Studien (CINTEUS)
- Zentrum für Ernährung, Lebensmittel und nachhaltige Versorgungssysteme (ELVe)
- Interdisziplinäres Zentrum für Zukunftstechnologien (iZT), ehemals Kompetenzzentrum für Mensch-Computer-Interaktion (KMCI)
- Public Health Zentrum Fulda (PHZF)
- Fuldaer Zentrum für Unternehmensführung und Unternehmensgründung (FU³) (Wissenschaftliches Zentrum des Fachbereichs Wirtschaft)
- Einrichtung für Transfer – Regionales Innovationszentrum für Gesundheit und Lebensqualität (RIGL Fulda)

### Public Health Zentrum Fulda (PHZF)
Das Public Health Zentrum Fulda (PHZF) wurde 2017 gegründet. Es ist nach Angaben der Hochschule in Hessen die einzige forschende und lehrende wissenschaftliche Einrichtung im Bereich Public Health. Die am Zentrum Tätigen vertreten die Wissensgebiete Medizin, Pflegewissenschaften, Therapiewissenschaften, Ernährungswissenschaften, Gesundheitsförderung, Gesundheitsökonomie und Gesundheitssoziologie. Das PHZF ist Mitglied der European Public Health Association EUPHA.

## Beiträge

### Semesterbeitrag
Der von den Studiengebühren zu unterscheidende Semesterbeitrag beträgt 292,20 Euro (Stand: Wintersemester 2020). Er setzt sich aus dem Studentenwerksbeitrag (83,70 Euro), dem Beitrag für den AStA (10,00 Euro), den Verwaltungskosten (50,00 Euro) und den Kosten für das Semesterticket (148,50 Euro) zusammen.

### Semesterticket
Zum Sommersemester 2009 wurde an der Hochschule Fulda ein in den Verkehrsverbünden RMV und NVV und damit in nahezu ganz Hessen gültiges Semesterticket eingeführt, welches nach dem Solidar-Modell für jeden Studierenden der Hochschule im Semesterbeitrag enthalten ist. Nachdem seit dem Wintersemester 2007/08 eine große Nachfrage der Studierenden bestand, wurde nach einer Vollversammlung im Dezember 2007 und einer Urabstimmung im Dezember 2008 endgültig beschlossen, das Semesterticket einzuführen. Bei dieser Abstimmung hatten sich knapp 60 % der teilgenommenen Studierenden für das Ticket ausgesprochen. Bis dahin war Fulda die einzige Hochschule Hessens ohne Semesterticket.

## Vereine und Organisationen

### VWI Fulda

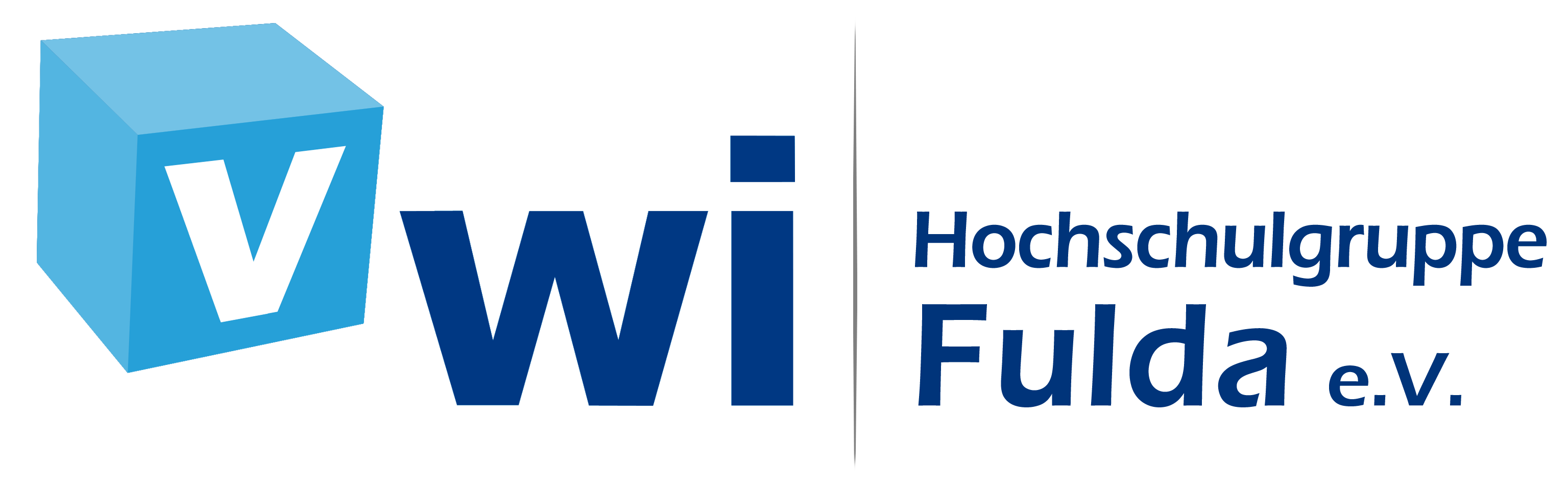
Logo des VWI Fulda

Der VWI Hochschulgruppe Fulda e. V. (kurz: VWI Fulda) ist ein im Rahmen eines Studienprojekts unter der Leitung von Katrin Hesse-Schmitz zum Sommersemester 2010 gegründeter Verein für Studierende und Absolventen des Fachs Wirtschaftsingenieurwesen. Der Verein ist eine selbstständige, studentische Unterorganisation des Verbands Deutscher Wirtschaftsingenieure e. V. Vereinszweck ist die Förderung des Studiengangs Wirtschaftsingenieurwesen und der Studierenden dieses Studiengangs an der Hochschule Fulda sowie der Mitglieder des VWI Fulda. Ziel des Vereins ist es, sich direkt auf die Anforderungen und Bedürfnisse angehender und ausgebildeter Wirtschaftsingenieure zu richten und durch Exkursionen, Seminare, Alumni-Netzwerke und weitere Veranstaltungen zu fördern. Darüber hinaus hat es sich der Verein zur Aufgabe gemacht, Studierende und Unternehmen auf verschiedenen Gebieten zusammenzuführen und den Hochschulstandort bekannter und attraktiver zu machen.

### Fhoch5
Der Verein der Freunde und Förderer des Fachbereichs Wirtschaft der Hochschule Fulda e. V. (kurz: Fhoch5, ehemals: Verein der Freunde und Förderer des Fachbereichs Wirtschaft der Fachhochschule Fulda e. V.) ist ein Förderverein zur Unterstützung aktueller und ehemaliger Studierender der Hochschule Fulda sowie der Mitglieder des Fhoch5. Vorsitzender des Vorstands ist seit 2009 Lutz Schminke, Geschäftsführer Michael Huth.
Ziel des Vereins ist es, den Kontakt zwischen den Alumni, den Studierenden, den Professoren des Fachbereichs Wirtschaft sowie den Unternehmen der Region Fulda zu intensivieren, insbesondere möglichen Sponsoren des Fachbereichs als Ansprechpartner zu dienen. Zudem ist der Verein bestrebt, die Lehr- und Forschungsaktivitäten im Fachbereich Wirtschaft zu intensivieren und die Studierenden im Studium, bei Praktika und Auslandsaufenthalten zu unterstützen.

### MINTmachClub Fulda
Der MINTmachClub Fulda setzt mittels Förderung durch das Land Hessen neue Impulse für die Bildungsregion Osthessen. Ziel des Clubs ist es, Menschen jeden alters für MINT zu begeistern. So organisiert Club unterschiedliche Projekte im Bereich MINT wie beispielsweise die First Lego League oder auch die MINT-Labortage für die Bildungsregion Osthessen. Weiterhin bietet der Club auch Ringvorlesungen im Bereich MINT oder auch den Science Slam an.

## Trivia

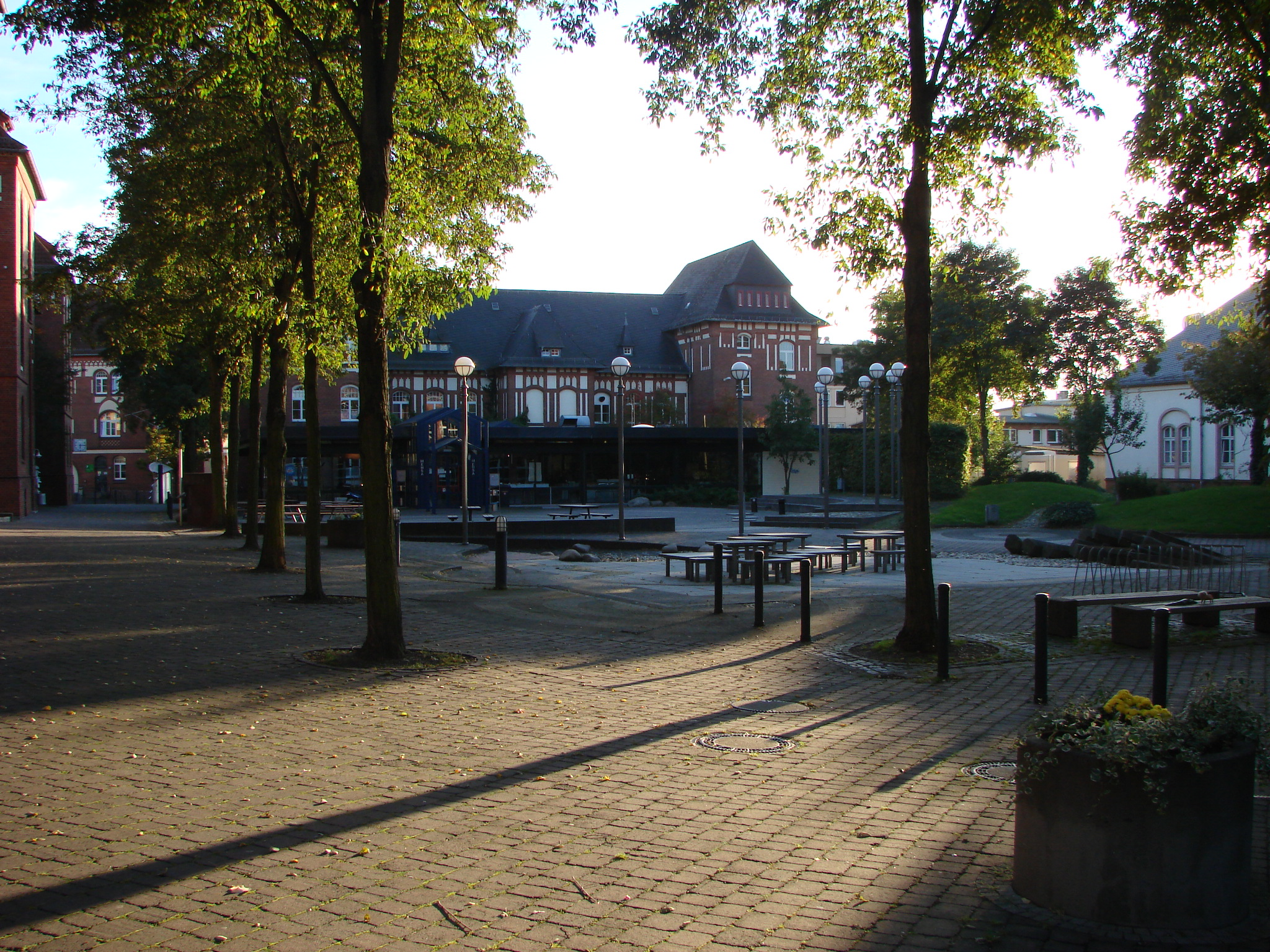
Das Herzstück der Hochschule

- Auf dem Hochschulcampus verläuft eine Postleitzahlengrenze. Während im Norden des Campus die zur Daimler-Benz-Straße gehörenden Gebäude zum Postleitzahlengebiet 36039 von Niesig, Aschenberg und Lehnerz gehören, ist das Kerngebiet und der überwiegende Campus im Innenstadt-Bereich mit der Postleitzahl 36037.
- Die Hauptanschrift der Hochschule Fulda lautet Leipziger Straße 123 und beinhaltet die Zahlenfolge 123. In Anspielung auf diese Tatsache gibt die Hochschule Fulda zu Studienbeginn das 123 Magazin heraus.

## Sonstiges
- Die Hochschule ist Mitglied im Allgemeinen Deutschen Hochschulsportverband. Sie bietet für Übungsleiter diverse verbandsinterne Aus- und Fortbildungsmaßnahmen sowie kostengünstige Teilnahmen der Athleten an nationalen und internationalen Wettkämpfen.
- Zahlreiche Forschungs- und Entwicklungsvorhaben werden gemeinsam mit osthessischen Unternehmen, wie der EDAG GmbH & Co. KGaA, der Jumo GmbH & Co. KG und anderen Institutionen durchgeführt. Dieser Praxisbezug kommt nicht nur den Kooperationspartnern der Hochschule, sondern auch der Qualität von Forschung und Lehre zugute.
- Nach Statistiken vom SoSe 2019 kommen rund 13 Prozent der Studierenden aus dem Ausland,[27] insgesamt aus rund siebzig Ländern. Alle Fachbereiche unterhalten Kooperationen zu Partnerhochschulen weltweit.